# Nähgewirke
Nähgewirke, auch Nähgewirk oder Nähwirkware, ist ein textiles Flächengebilde aus Fäden und/oder Fasern, welches seinen Zusammenhalt durch Maschen erhält.
Die Herstellung erfolgt auf Nähwirkanlagen (Multiaxial-Kettenwirkanlagen), die mit auf einer Nadelbarre angeordneten Spitzkopf-Schiebernadeln ausgestattet sind. Diese Nadeln können die vorgelegten Flächen, wie zum Beispiel lose übereinandergelegte Fadenscharen, Vliese, Gewebe, Maschenwaren oder auch Folien durchstechen (Nähtechnik), um sie anschließend durch Maschenbindung abzubinden (Kettenwirktechnik).
Eine Unterteilung der Nähgewirke kann wie folgt erfolgen:
– in durch Maschenbildung eingebundener Wirkfäden in ein flächiges Grundmaterial hergestellte textile Flächengebilde (Nähwirkstoffe)
- Vlies-Nähwirkstoffe (z. B. Maliwatt,  Arachne)

- Fadenlagen-Nähwirkstoffe (z. B. Malimo)

- Polfaden-Nähwirkstoffe (z. B. Malipol)

- Schusspol-Nähwirkstoffe (z. B. Schusspol).

– in ohne Verwendung von Fäden durch Bildung von Fasermaschen aus vorgelegten Faservliesen erzeugte textile Flächengebilde (Vlieswirkstoffe)
- Faser-Vlieswirkstoffe (z. B. Malivlies)

- Polfaser-Vlieswirkstoffe (z. B. Voltex oder Kunit)

- Maschen-Vlieswirkstoff (z. B. Multiknit).